# Veľká Lučivná
Veľká Lučivná je přírodní rezervace v katastrálním území obce Párnica v okrese Dolný Kubín v Žilinském kraji na Slovensku. Území bylo vyhlášeno v roce 1967, původně jako chráněné naleziště, a jeho rozloha je 66,38 hektaru. Předmětem ochrany jsou přirozená lesní společenstva s nejhojnějším výskytem tisu červeného (Taxus baccata) v Malé Fatře.